# Guerra de Làmia
La Guerra de Làmia (323 aC - 322 aC), també anomenada guerra grega, fou un conflicte militar esdevingut a Grècia al començament del període hel·lenístic. Atenes, al costat de les seves polis aliades de la Grècia continental, es va alçar contra el govern suprem macedoni d'Antípater, regent de Macedònia i Grècia. Aquesta fou l'última guerra en què Atenes va exercir un paper principal; després de ser derrotada, els atenencs van perdre la seva independència.

## Origen
La revolta va començar després que la notícia de la mort d'Alexandre el Gran a Babilònia va arribar a Grècia. Els discursos de Leòstenes d'Atenes i Hipèrides van incitar Atenes a iniciar la guerra i es va dissoldre la Lliga de Corint. Els discursos de Leòstenes d'Atenes i Hipèrides van incitar Atenes a la revolta.. Al costat dels seus aliats del nord i centre de Grècia, els atenencs van vèncer Antípatre en combat i el van obligar a refugiar-se a Làmia, on fou assetjat durant diversos mesos.
Després de rebre socors per part de les tropes liderades per Lleonat, Antípater aconseguí poder sortir de Làmia i tornar a Macedònia. Un cop allà va aconseguir obtenir el reforç de les tropes de Cràter d'Orèstia que van arribar per mar, i es va enfrontar als aliats a la batalla de Crannon (5 de setembre del 322 aC) a Tessàlia.

## Batalles
La batalla va ser un èxit total per a Antípater. Poc després, Demòstenes es va suïcidar ingerint verí i Hipèrides va ser assassinat per ordre d'Antípater. El resultat de la guerra va ser la (momentània) eliminació de tota resistència grega al domini macedoni. La guerra lamíaca va tenir lloc al mateix temps que altres revoltes a Capadòcia i en els dominis orientals de l'imperi, que van ser sufocats per Perdicas i Èumenes, i per Pitó, respectivament.

## Resultat
A l'octubre de 323 aC., Atenes i la Lliga Etòlia van desplegar un exèrcit de 30.000 homes i van capturar les Termòpiles, a més d'aconseguir també mantenir l'exèrcit d'Antípater arraconat a Làmia. No obstant això, després de la deserció de la Lliga Etòlia, els atenencs van ser derrotats a Amorgós, en el curs d'una important batalla marítima el 323 aC, i després a terra en la Batalla de Crannon, Macedònia, al setembre del 322 aC. Això va deixar Atenes sense altra opció que no fos rendir-se de manera incondicional.
Per a Atenes, el cost va ser molt gran: Alguns dels seus líders més importants van ser executats, i el grandiós orador i filòsof Demostenes es va suïcidar. Atenes va haver de pagar una indemnització summament elevada i va perdre la seva forma de govern democràtic, i va esdevenir una oligarquia. El Pireu, el seu port principal, va ser lliurat als macedonis.